# Astrotrichilia
Astrotrichilia je biljni rod iz porodice jasenjačevki raširen na Madagaskaru. 
Posljednu novu vrstu, A. leroyana, je imenovao vrtni botaničar Pete Phillipson.

## Vrste
1. Astrotrichilia asterotricha (Radlk.) Cheek
2. Astrotrichilia diegoensis J.-F.Leroy & Lescot
3. Astrotrichilia elegans J.-F.Leroy & Lescot
4. Astrotrichilia elliotii (Harms) Cheek
5. Astrotrichilia leroyana Wahlert, Phillipson & Callm.
6. Astrotrichilia masoalensis J.-F.Leroy
7. Astrotrichilia parvifolia J.-F.Leroy & Lescot
8. Astrotrichilia procera J.-F.Leroy
9. Astrotrichilia rakodomena J.-F.Leroy
10. Astrotrichilia thouvenotii J.-F.Leroy
11. Astrotrichilia valiandra J.-F.Leroy
12. Astrotrichilia voamatata J.-F.Leroy
13. Astrotrichilia zombitsyensis J.-F.Leroy & Lescot